# Hockey Club Děčín
Le Hockey Club Děčín est un club de hockey sur glace de Děčín en Tchéquie. Il évolue en 2. liga, troisième échelon tchèque.

## Historique
Le club est créé en 1945.

## Palmarès
- Aucun titre.